# Kammermohr

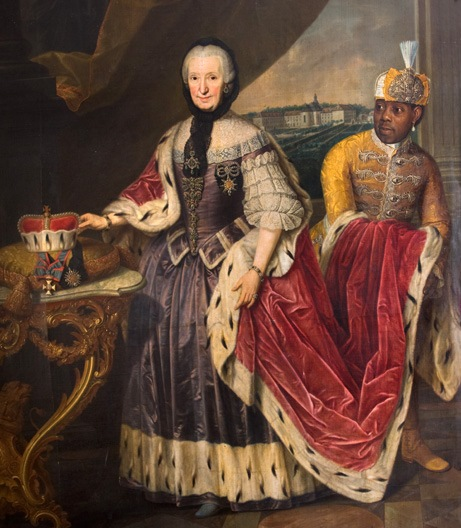
Ritratto della principessa-badessa Francesca Cristina del Palatinato-Sulzbach con il suo Kammermohren Ignatius Fortuna, opera di Johann Jakob Schmitz, Colonia, 1772

Con il termine tedesco di Kammermohr (o Hofmohr, in italiano "moro da camera") nel XVIII secolo si indicavano dei servi di pelle scura che erano al servizio nelle corti o presso personalità di rilievo dell'aristocrazia o della chiesa in Europa. Questi uomini erano perlopiù schiavi provenienti dall'Oriente, dall'Africa e dall'America dove venivano recuperati o deportati. Il termine venne per la prima volta ufficialmente utilizzato nell’Hofprotokoll nel 1747 nel Codex Augusteus sassone.
Il moro da camera era spesso vestito con una livrea sgargiante e serviva direttamente il proprio padrone fosse esso un sovrano, un dignitario ecclesiastico o un ricco mercante, dal quale egli era ostentato come oggetto di prestigio esotico e simbolo del proprio potere e della propria influenza. Avere un servo di colore nella propria casa era anche un sintomo di ricchezza e lusso, anche come simbolo che il suo proprietario aveva contatti commerciali e relazioni diplomatiche con il resto del mondo, con luoghi anche molto lontani dalla società europea. Questo era il motivo per cui spesso i grandi dignitari si facevano dipingere nei loro ritratti ufficiali accompagnati da questi mori. Tale pratica divenne particolarmente in uso presso le grandi potenze coloniali come per esempio la Gran Bretagna e la Francia e declinò con la fine del XVIII secolo con il farsi strada degli ideali della Dichiarazione dei diritti dell'uomo e del cittadino della Rivoluzione francese e l'abolizione della schiavitù.
L'uso di avere schiavi di colore al proprio servizio per definire il proprio status riuscì a permanere ancora fino alla seconda metà dell'Ottocento solo negli Stati Confederati d'America e in pochi altri Stati che ancora perseguivano lo schiavismo. La pratica è celebrata anche nel film Via col vento del 1939.
Tra i più noti mori da camera ricordiamo Anton Wilhelm Amo, Angelo Soliman, Ignatius Fortuna e Abraham Petrović Hannibal.

## Galleria d'immagini

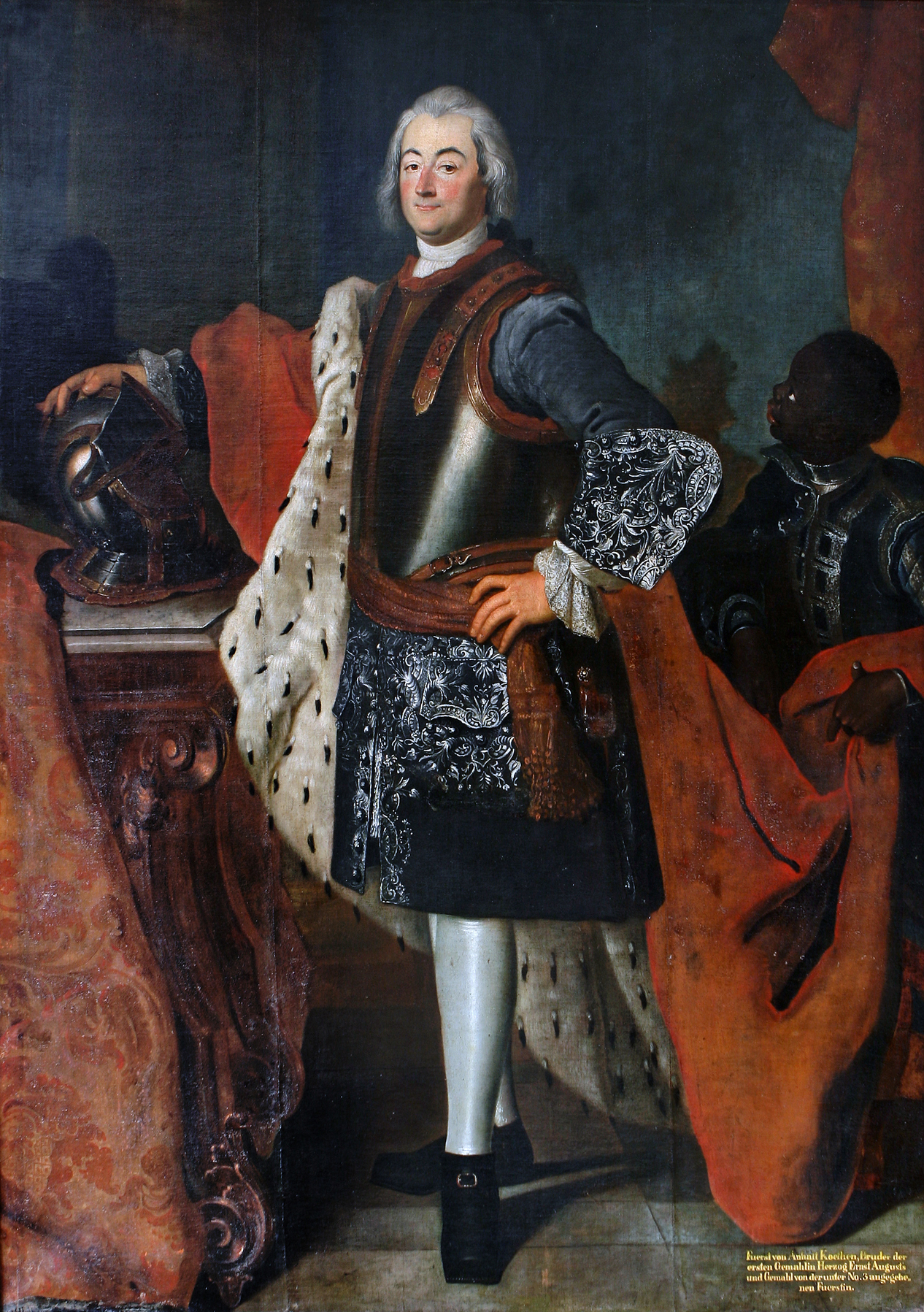
Ritratto di Leopoldo di Anhalt-Köthen
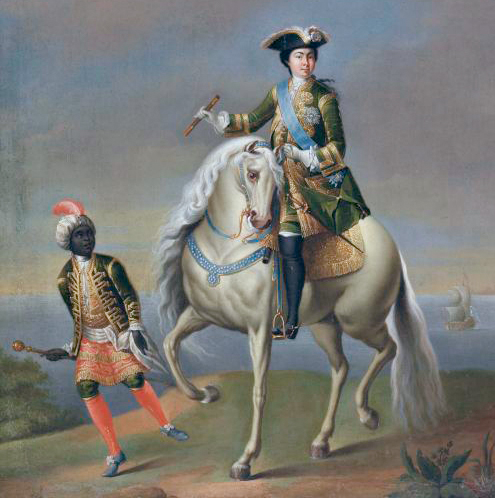
Ritratto della zarina Caterina I di Russia
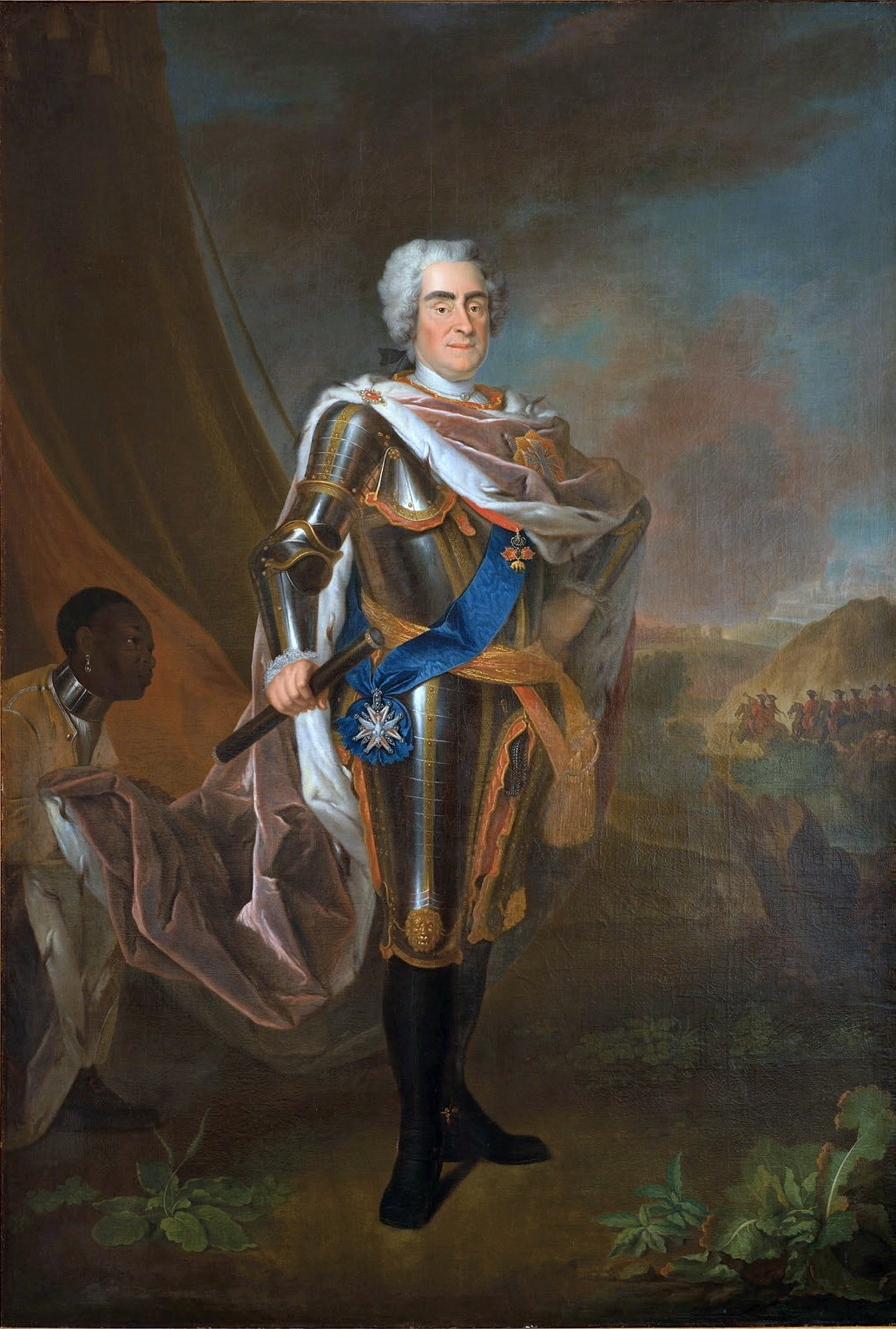
Ritratto di Augusto II di Polonia
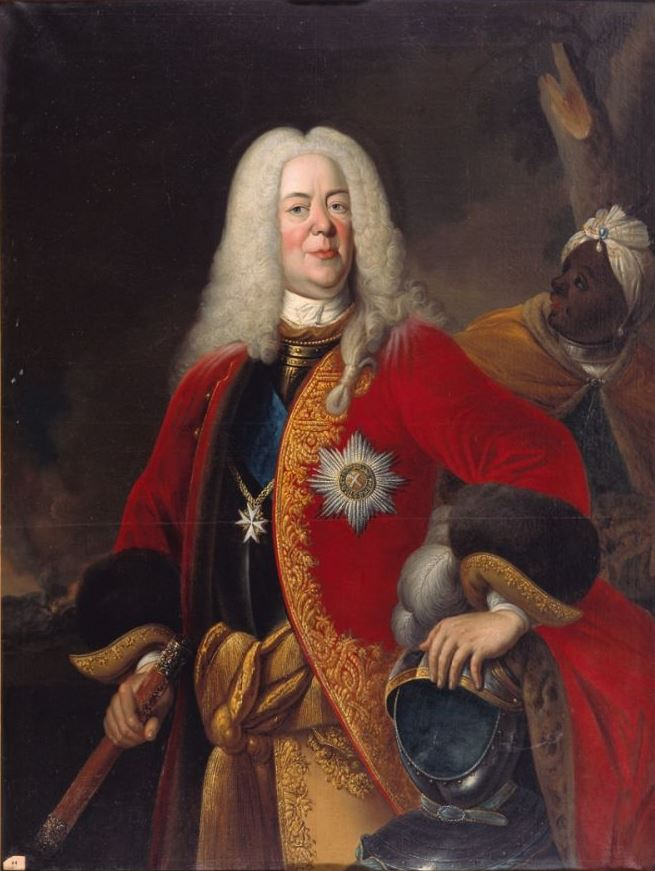
Ritratto di Luigi Rodolfo di Brunswick-Lüneburg
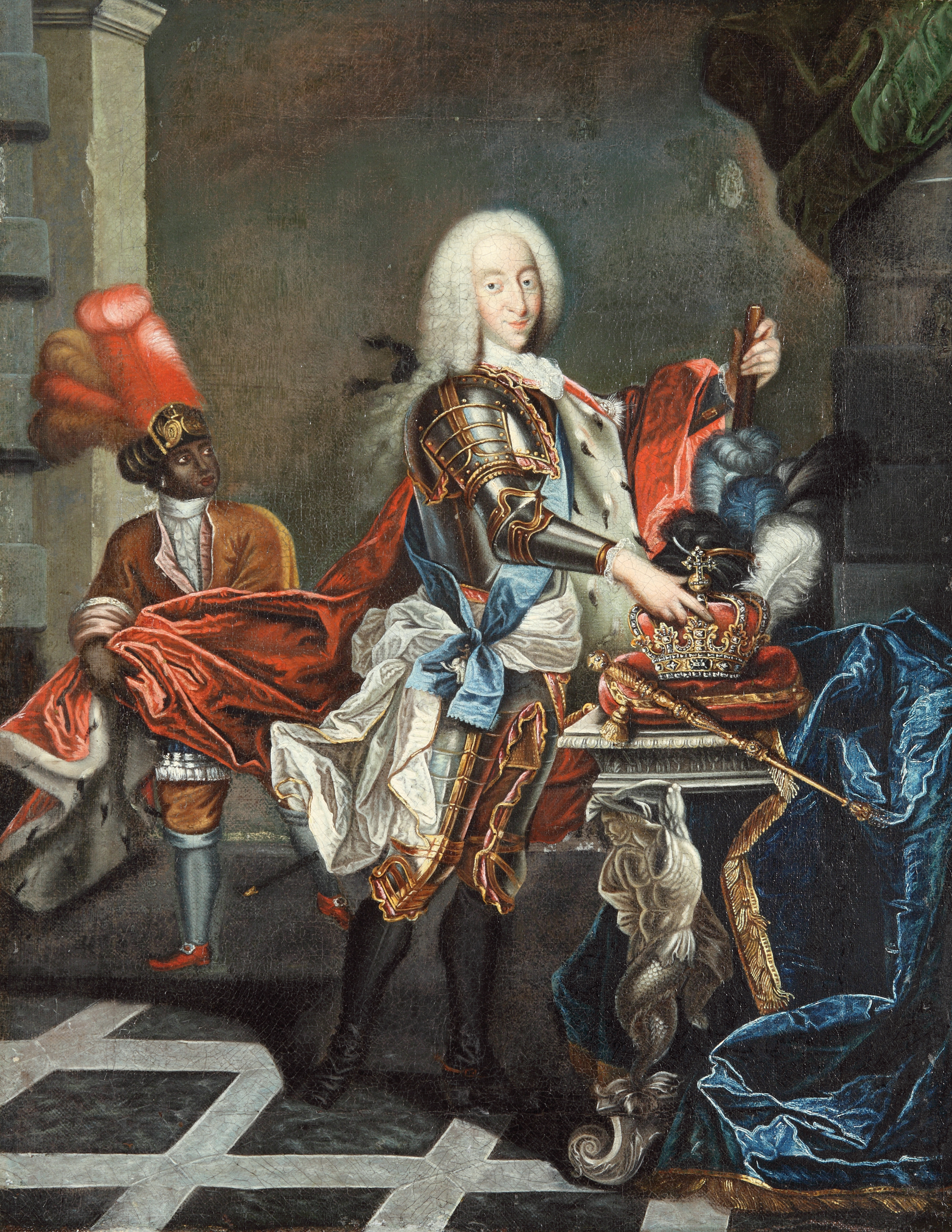
Ritratto di Cristiano VI di Danimarca
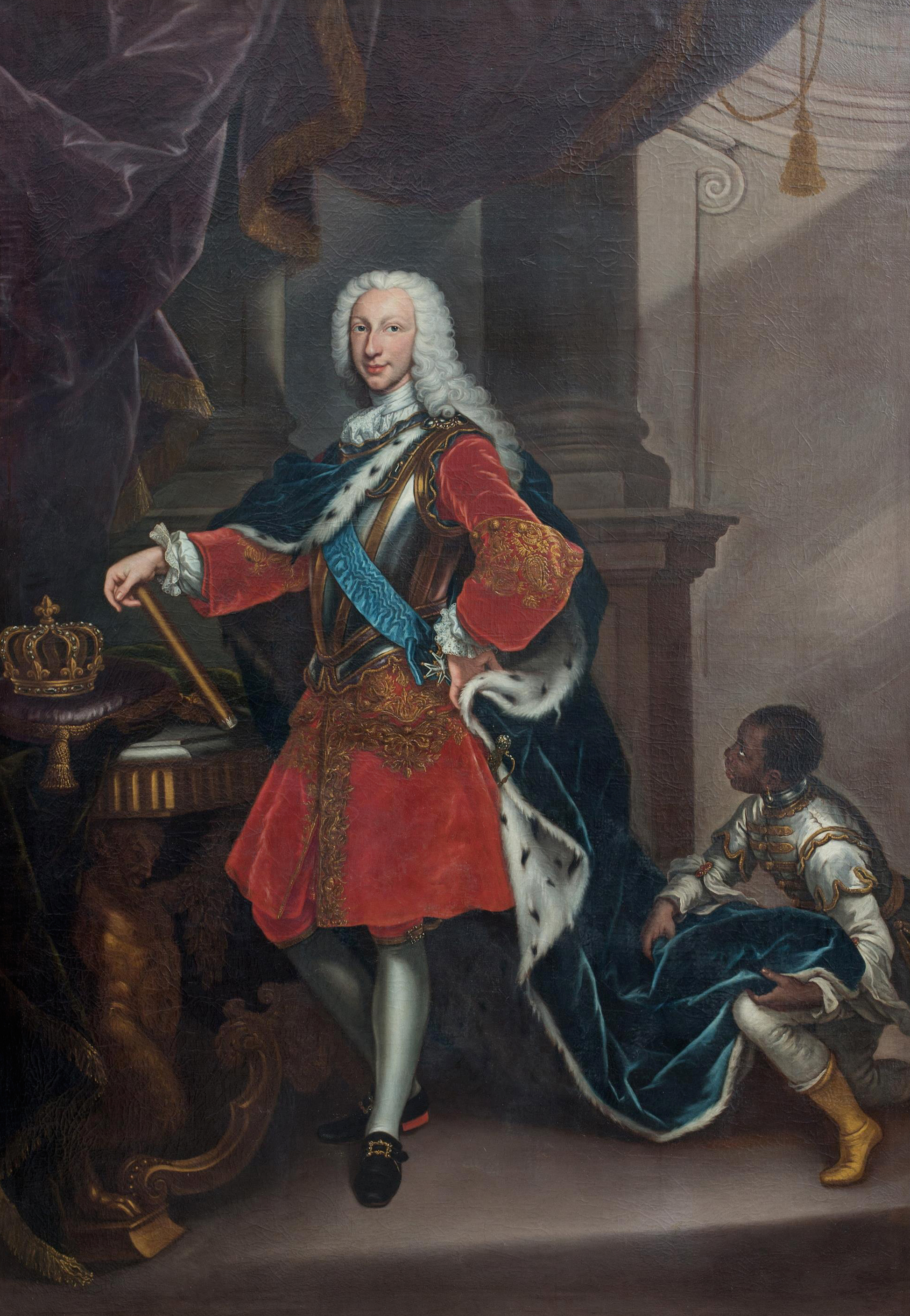
Ritratto di Carlo III di Spagna
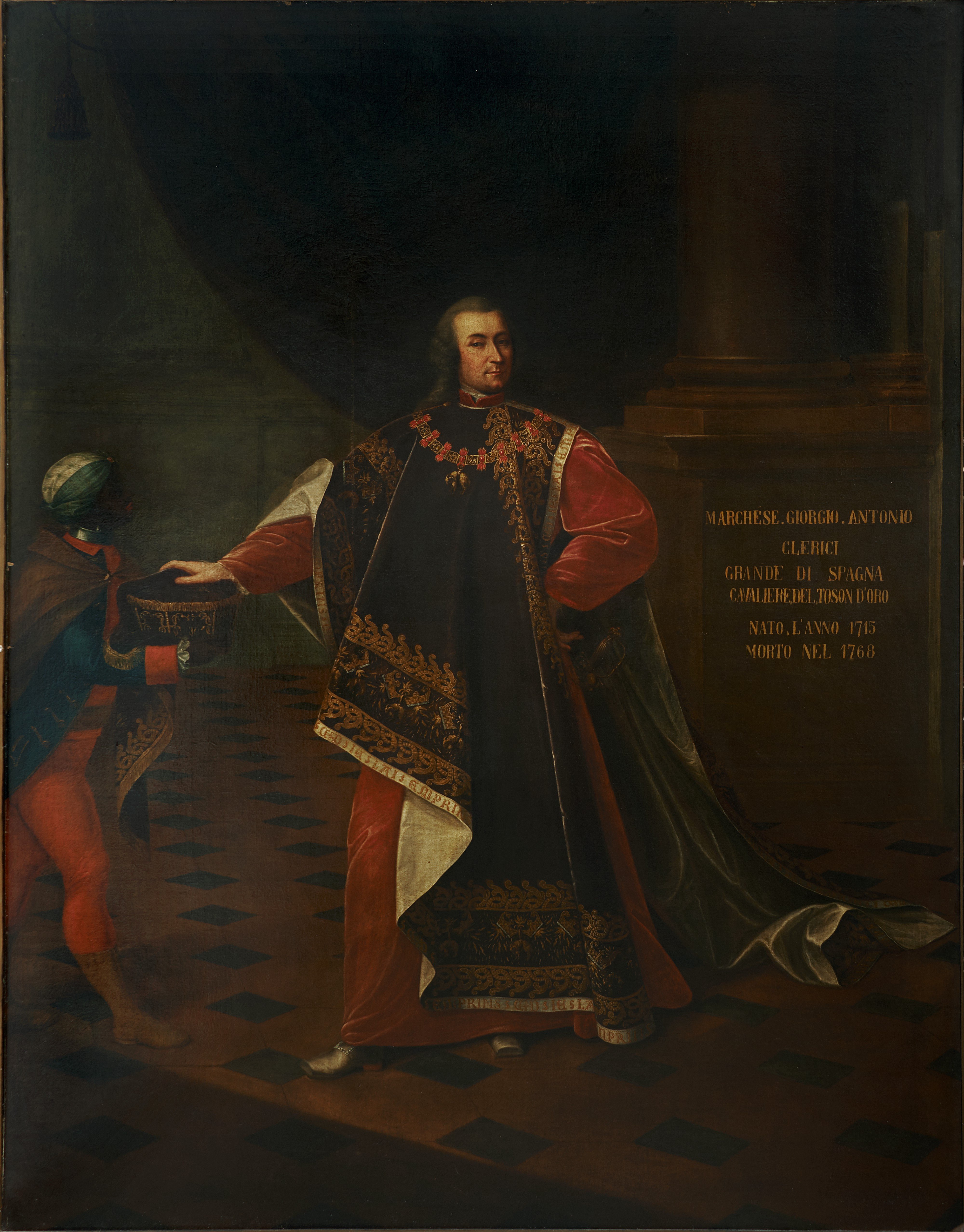
Ritratto del marchese Anton Giorgio Clerici
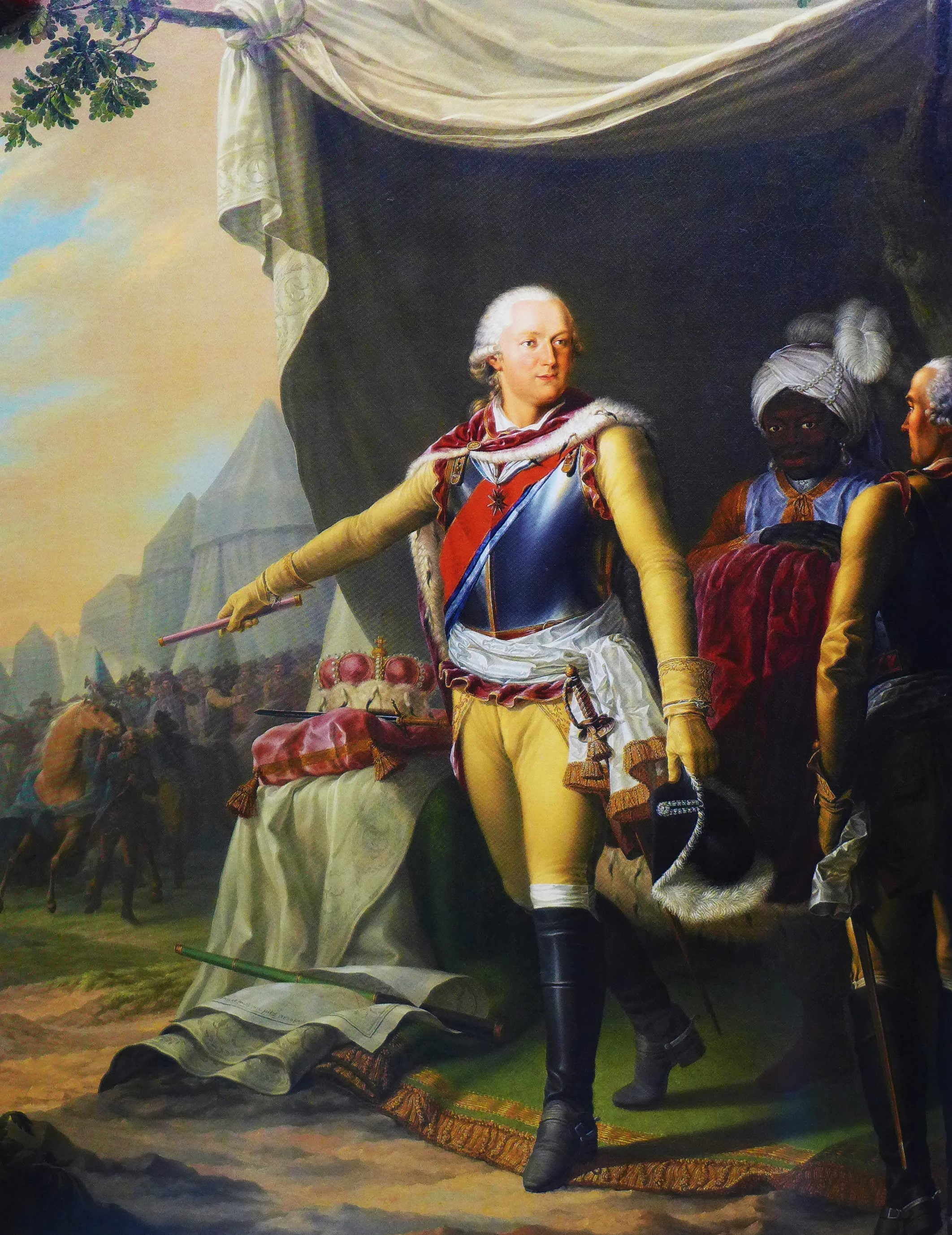
Ritratto del conte palatino Carlo II Augusto del Palatinato-Zweibrücken
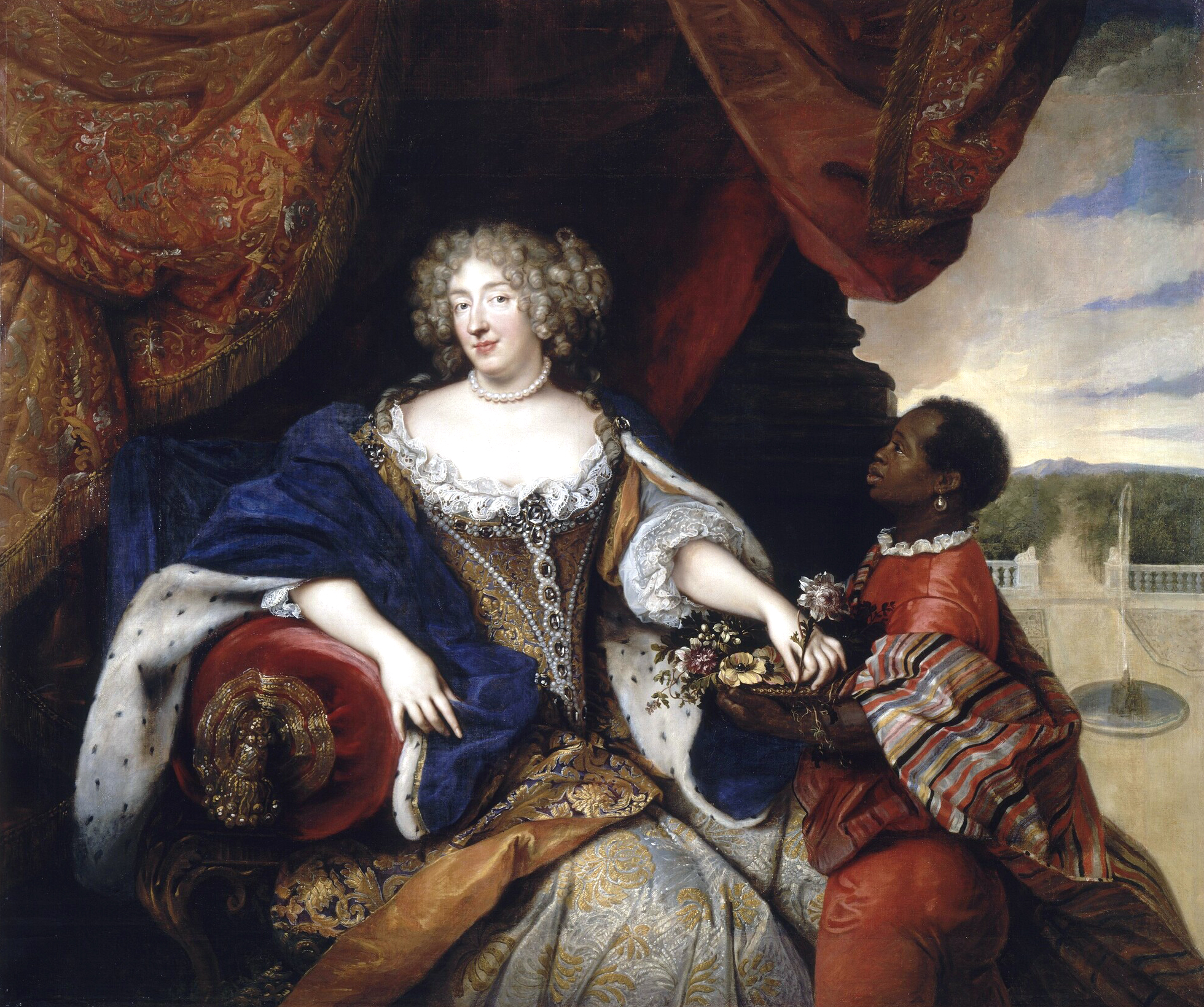
Ritratto della duchessa Elisabetta Carlotta del Palatinato
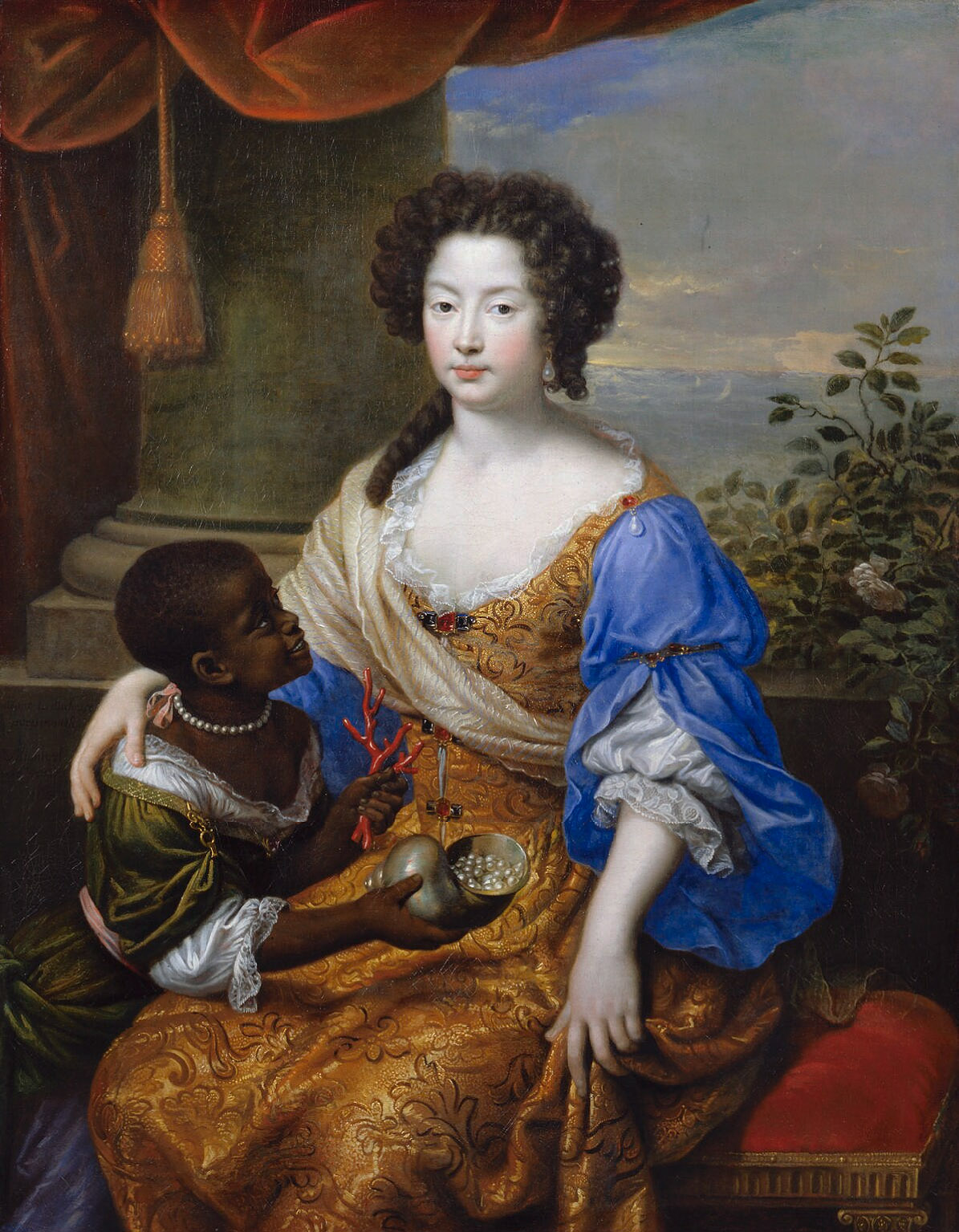
Ritratto di Louise de Kérouaille, duchessa di Portsmouth.
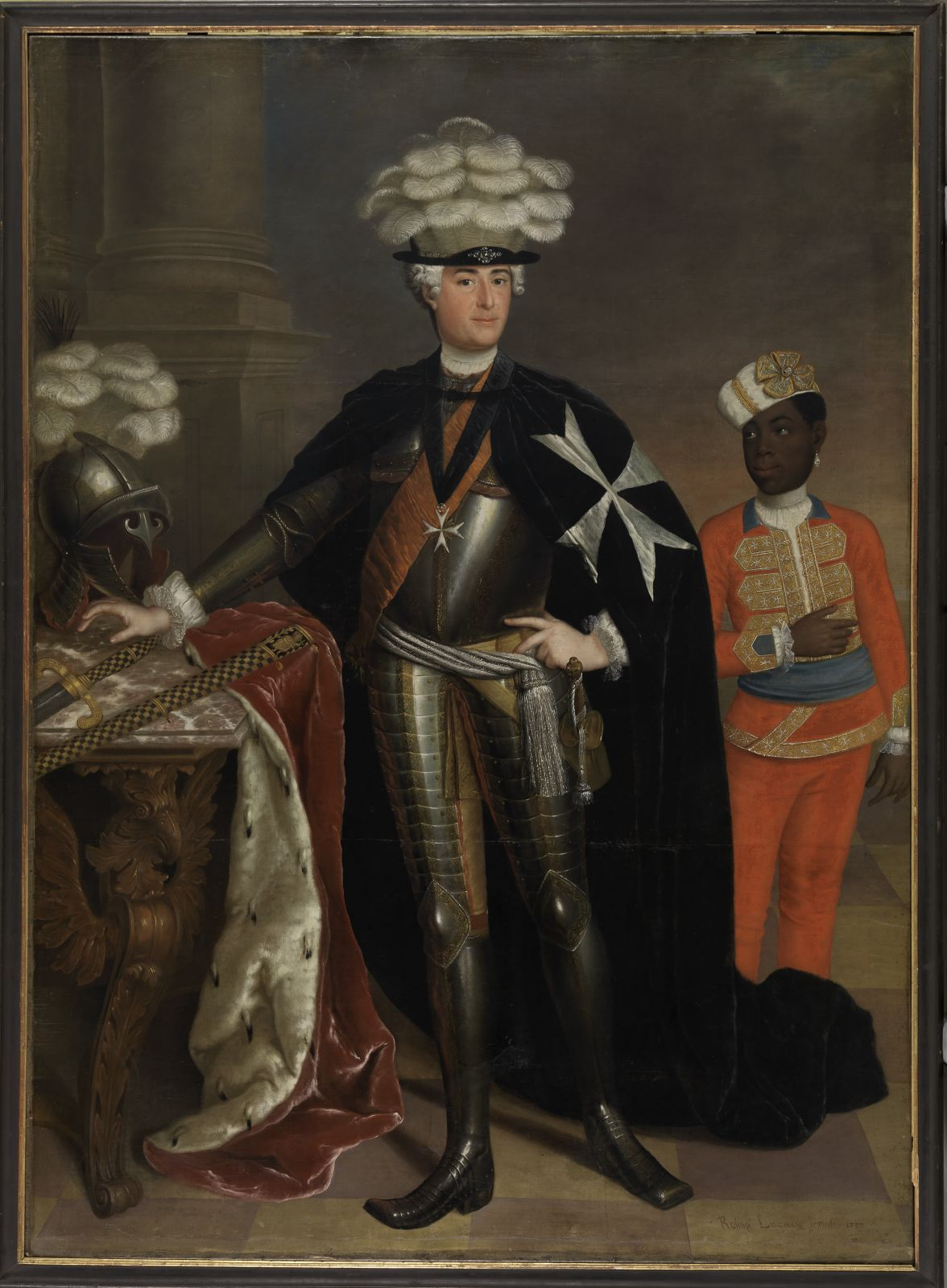
Ritratto di Carlo Federico Alberto di Brandeburgo-Schwedt
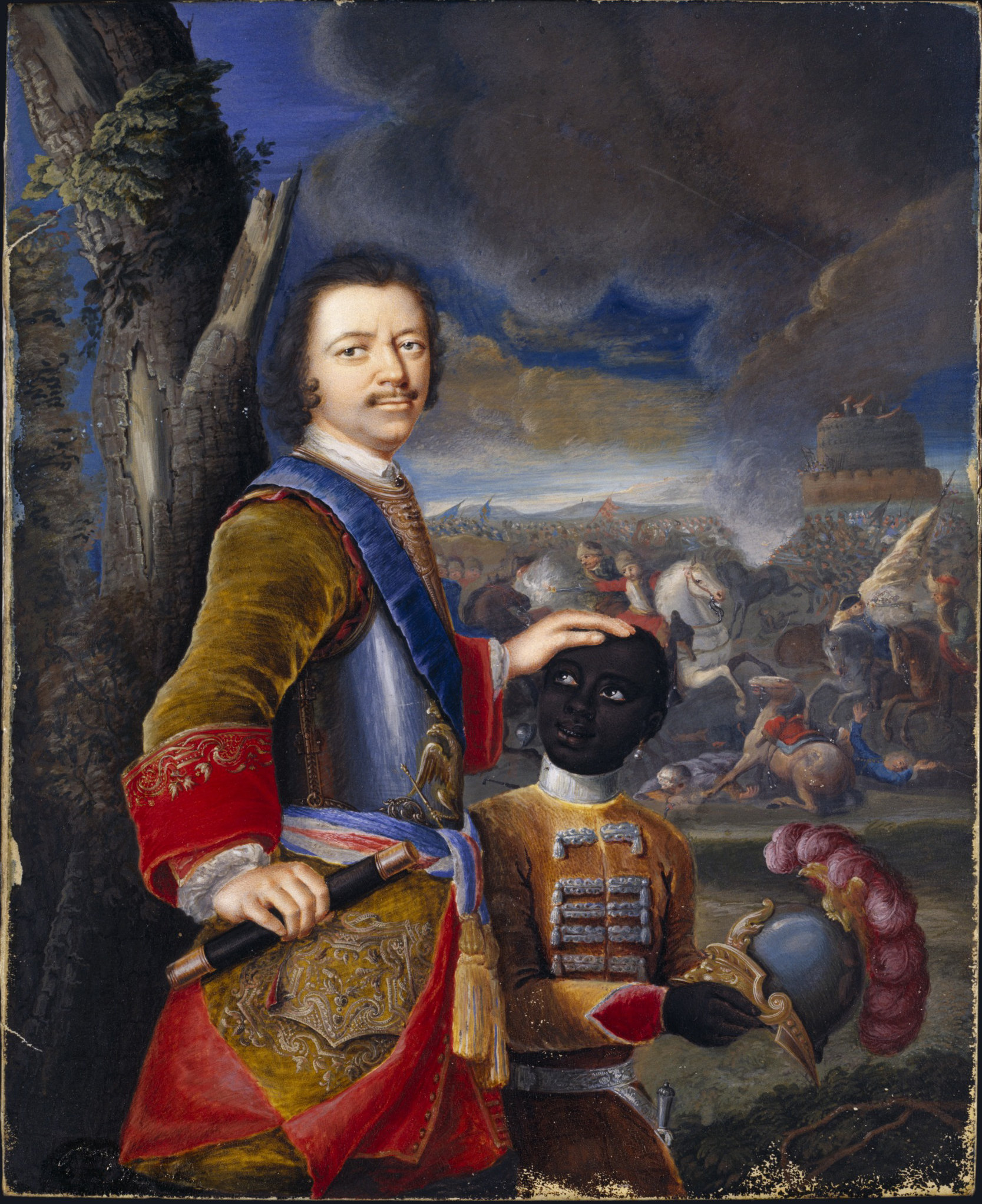
Ritratto di Pietro I di Russia
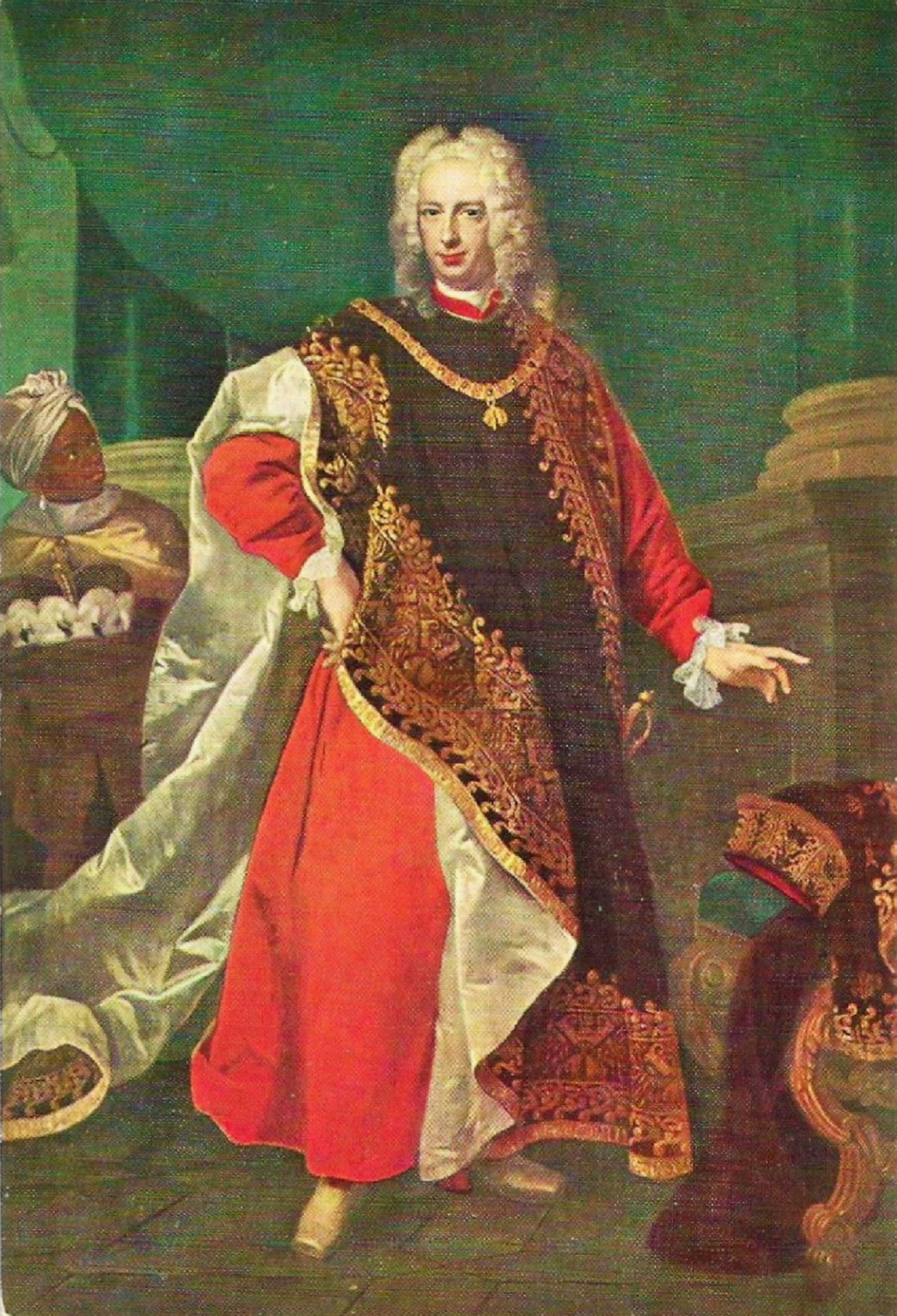
Ritratto di Antonio Tolomeo Gallio Trivulzio
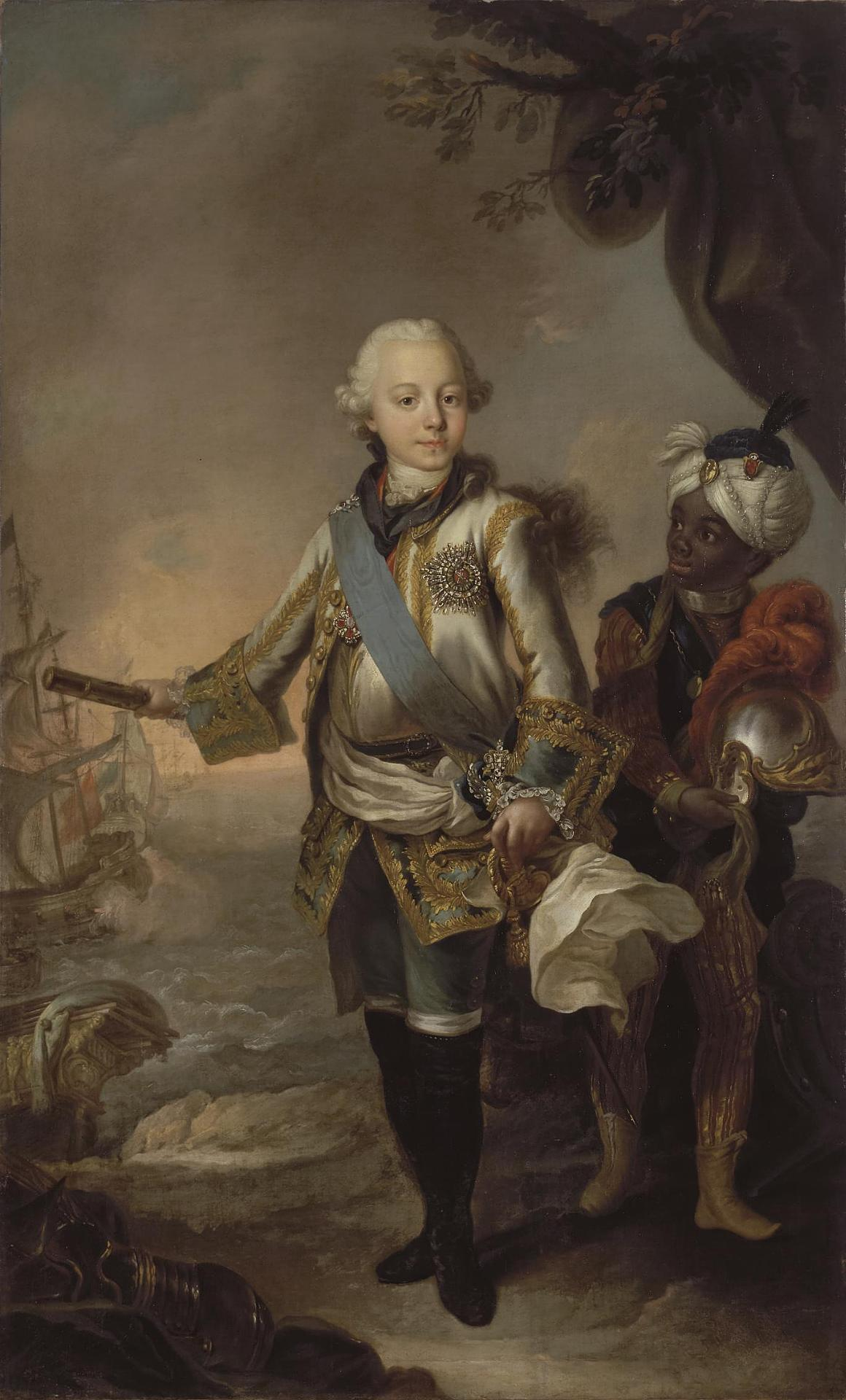
Ritratto dello zarevic Paolo di Russia